# Magnus Møllgaard
Magnus Møllgaard (født 20. november 2000) er en dansk basketball spiller, der til dagligt spiller i den danske klub Bakken Bears. Bakkens Bears spiller i den bedste danske række Basketligaen, og kendt som “Ligaen”. Møllgaard har spillet på ungdomslandsholdet. Han debuterede som 18-årig på Bakken Bears og har været på holdet siden da.
Magnus Møllgaard er blandt de yngste spillere i Bears-truppen og har været en del af truppen siden sæsonen 2018/2019. Han fik sin debut for Bakken Bears samme sæson.
Han spillede som ungdomsspiller i den Århusianske fritidsklub, Aarhus Basketball (Blue Court Ballers).
Magnus Møllgaard blev blevet kåret som den bedste ”unge spiller” i Basketligaen 2020/21. Det er anden gang en Bakken Bears-spiller vinder prisen.
Han havde inden finaleseriens start spillet 12 kampe for Bears Academy og 31 for Bakken Bears i sæsonens Basketliga. Fra medio februar til medio marts blev det til fire kampe, hvor han scorede 88 point eller flere.
Det var alle spillerne i Basketligaen, der kårede den 20 årige forward. (Bakken Bears- og Bears Academyspilleren Mads Bro Hansen blev nummer tre i afstemningen, mens Copenhagens Bakary Dibba blev nummer to.)